# Rainie Yang
Rainie Yang (en chino tradicional, 楊丞琳; en chino simplificado, 杨丞琳; pinyin, Yáng Chénglín; 4 de junio de 1984) es una cantante, actriz y presentadora de televisión taiwanesa.

## Primeros años
Yang nació y se crio en Taipéi, Taiwán, su padre era de Shunde, Foshan, China, por lo que hablaba cantonés en casa. Cuando tenía 13 años, tuvo que empezar a trabajar porque el negocio de su padre fracasó, lo que provocó que sus padres se divorciaran. Fue alumna de Hwakang Arts School en Performance Arts.
Es buena amiga de las actrices Michelle Chen, Ariel Lin y el actor Joe Cheng.

## Carrera
Yang inició su carrera cuando era solo una niña, entrando a formar parte de la banda infantil femenina 4 in Love, donde le dieron el nombre artístico de Rainie. Su popularidad con el grupo en la industria de la música era apenas aceptable y el éxito muy limitado. Después de que el grupo se disolviera, Yang continuó su carrera en el mundo del espectáculo como presentadora de televisión, en la que trabajó en varios programas de variedades, uno de ellos llamados "Guess Guess". Después de participar como actriz interpretando a personajes secundarios en varias obras de teatro (incluyendo en la obra "Meteor Garden"), obtuvo el personaje principal y protagónico (como Qi Yue), en el drama de la "CTV Devil Beside You", junto con Mike He. En la obra "Devil Beside You", alcanzó la popularidad, lo que permitió a que su carrera llegara más lejos. Ese mismo año, Yang lanzó su álbum debut titulado "My Intuition", que incluyó los sencillos como "Ai Mei" y "Li Xiang Qing Ren", ambos también se incluyeron como banda sonora para "Devil Beside You". My Intuition, alcanzó un récord en la historia de la música china, siendo el álbum de debut para lograr el obtener el disco de platino, en la que ha sido vendido entre 1.5 millones de copias en el sudeste asiático.

## Discografía

### Álbum
| Nombre del Álbum | Número del Álbum |
| ---------------- | --- |
| Primero          | My Intuition (曖昧) Ai Mei (My Intuition) (nota anche come Ambiguous) - Pubblicato: 9 settembre 2005 - Lingua: cinese mandarino - Etichetta: Sony BMG - Genere: Mandopop                 |
| Segundo          | Meeting Love (遇上愛) Yu Shang Ai (Meeting Love) - Pubblicato: 19 de marzo de 2006 - Lingua: cinese mandarino - Etichetta: Sony BMG - Genere: Mandopop                                   |
| Tercero          | My Other Self (任意門) Ren Yi Men (Anywhere Door) - Pubblicato: 7 settembre 2007 - Lingua: cinese mandarino - Etichetta: Sony BMG - Genere: Mandopop                                     |
| Cuarto           | Not Yet a Woman (半熟宣言) Ban Shu Xuan Yan (Not Yet a Woman) - Pubblicato: 7 novembre 2008 - Lingua: cinese mandarino - Etichetta: Sony BMG - Genere: Mandopop                          |
| Cinco            | Rainie & Love...? (Rainie＆Love....? 雨愛) Yu Ai (Rainie & Love) - Pubblicato: 1 de enero de 2010 - Lingua: cinese mandarino - Etichetta: Sony BMG - Genere: Mandopop                    |
| Seis             | Longing For (仰望) Yang Wang (Look Up) - Pubblicato: 29 de julio de 2011 - Lingua: cinese mandarino - Etichetta: Sony BMG - Genere: Mandopop                                             |
| Siete            | Wishing for Happiness (想幸福的人) Xiang Xìng Fu De Ren (Want to be happy people) - Pubblicato: 17 de agosto de 2012 - Lingua: cinese mandarino - Etichetta: Sony BMG - Genere: Mandopop |
| Ocho             | Angel Wings (天使之翼) Tian Shi Zhi Yi (Angel's Wing) - Pubblicato: 23 de agosto de 2013 - Lingua: cinese mandarino - Etichetta: Sony BMG - Genere: Mandopop                             |
| Nueve            | A Tale of Two Rainie (雙丞戲) Shuang Cheng Xi (Double Actress) - Pubblicato: 12 de diciembre de 2014 - Lingua: cinese mandarino - Etichetta: EMI - Genere: Mandopop                      |
| Diez             | Traces of Time in Love (年輪說) Nian Lun Shuo (Traces of Time in Love) - Pubblicato: 30 de septiembre de 2016 - Lingua: cinese mandarino - Etichetta: EMI - Genere: Mandopop             |

## Filmografía

### Drama
| Año  | Título                                     | Personaje                                       |
| ---- | ------------------------------------------ | ----------------------------------------------- |
| 2001 | Meteor Garden                              | Xiao You                                        |
| 2001 | Meteor Rain                                | Xiao You                                        |
| 2002 | Tomorrow                                   | Yuan Chen Mei                                   |
| 2002 | Lavender 2                                 | Xiao Xiao                                       |
| 2002 | Sunshine Jelly                             | Mei                                             |
| 2003 | The Pink Godfather + Just want to love you | Bao Xiao Ting / Chen Tian Shi + Zhi Xiang Ai Ni |
| 2003 | Sweet Candy                                |                                                 |
| 2003 | White Lilies                               |                                                 |
| 2003 | The Original Scent of Summer               | Yang Pan Pan                                    |
| 2004 | Love Bird                                  | Jiang Ding Han                                  |
| 2004 | Legend of Speed                            | Juliet / Gao Yun                                |
| 2004 | City Of The Sky                            | Lu Bin Yan                                      |
| 2004 | Liao Zhai Zhi Yi                           | Zheng Ah Bao                                    |
| 2005 | Devil Beside You                           | Qi Yue                                          |
| 2007 | Why Why Love                               | Tong Jia Di                                     |
| 2008 | Miss No Good                               | Jiang Xiao Hua                                  |
| 2009 | Hi My Sweetheart                           | Chen Bao Zhu                                    |
| 2009 | ToGetHer                                   | Chen Mo Mo                                      |
| 2011 | Drunken to love you                        | Lin Xiao Ru                                     |
| 2011 | Sunshine Angel                             | Chen Yang Guang                                 |
| 2014 | Love at Second Sight                       | Fei Luo Luo                                     |
| 2016 | Rock Records in Love                       | Chen Li Xin                                     |
| 2016 | Life Plan A and B                          | Cheng Ru Wei                                    |

### Película
| Año  | Título                          | Personaje               |
| ---- | ------------------------------- | ----------------------- |
| 2001 | Merry Go Round                  | Carlily Pang            |
| 2007 | Spider Lilies                   | Xiao Lü/Jade            |
| 2010 | The Child's Eye (In produzione) | Rainie                  |
| 2012 | HeartBeat Love                  | Yang Xiao Yu            |
| 2012 | Wishing for Happiness           | Chen You Lan (Xiao Lan) |
| 2014 | Endless Nights in Aurora        | Alisha                  |
| 2017 | The Tag-Along 2                 | Li Shu-fen              |

### Programas de televisión
- Shake It Up (Let's Shake It) (2018) - participante
- Wo Cai Wo Cai Wo Cai Cai Cai (Guess Guess Guess) (CTV) - 2002 [30-09-2002] - 2007 [08-01-2007]
- ASOS 100% Entertainment - 2005
- Azio Entertainment News - 2002 - Maggio 2004
- TVBS Game Show - 2003
- Jacky Live! - 2003